# Marlene Moeschke-Poelzig
Helene Gertrud Martha « Marlene » Moeschke épouse Poelzig (née le 22 octobre 1894 à Hambourg, morte le 14 mars 1985 dans la même ville) est une sculptrice et architecte allemande.

## Biographie
Fille d'un commerçant, après sa formation à la Hochschule für bildende Künste Hamburg (1914-1916), dans la sculpture et la céramique, dans la classe de Richard Luksch, où elle est la seule femme, et à l'École royale des arts appliqués de Munich (1916-1917), elle reçoit une bourse d'atelier de l'Académie prussienne des arts à Berlin pour l'année 1917-1918. Lors d'un événement de la Berliner Secession, elle rencontre l'architecte Hans Poelzig au printemps 1918, avec qui elle fera un partenariat proche et artistiquement très fertile jusqu'à sa mort en 1936. Ensemble, le couple d'artiste a également pour passion le cinéma et le théâtre. 
À partir de 1918, Marlene Moeschke travaille également sur des projets sculpturaux, des tombes et des conceptions de meubles. En 1919, elle est très impliquée dans la conversion d'une ancienne salle de marché de Berlin pour la transformer en la Großes Schauspielhaus voulue par Max Reinhardt. En 1920, Hans Poelzig et Marlene Moeschke fondent leur cabinet d'architectes.
En 1923, le premier des trois enfants du couple naît. En 1924, Marlene Moeschke devient la deuxième épouse de Hans Poelzig. En 1930, la famille emménage dans l'atelier et la maison de Tannenbergallee 28, Berlin-Westend. La maison a une zone fermée pour les enfants. Le jardin a pour paysagistes Karl Foerster, Hermann Mattern et surtout Herta Hammerbacher.

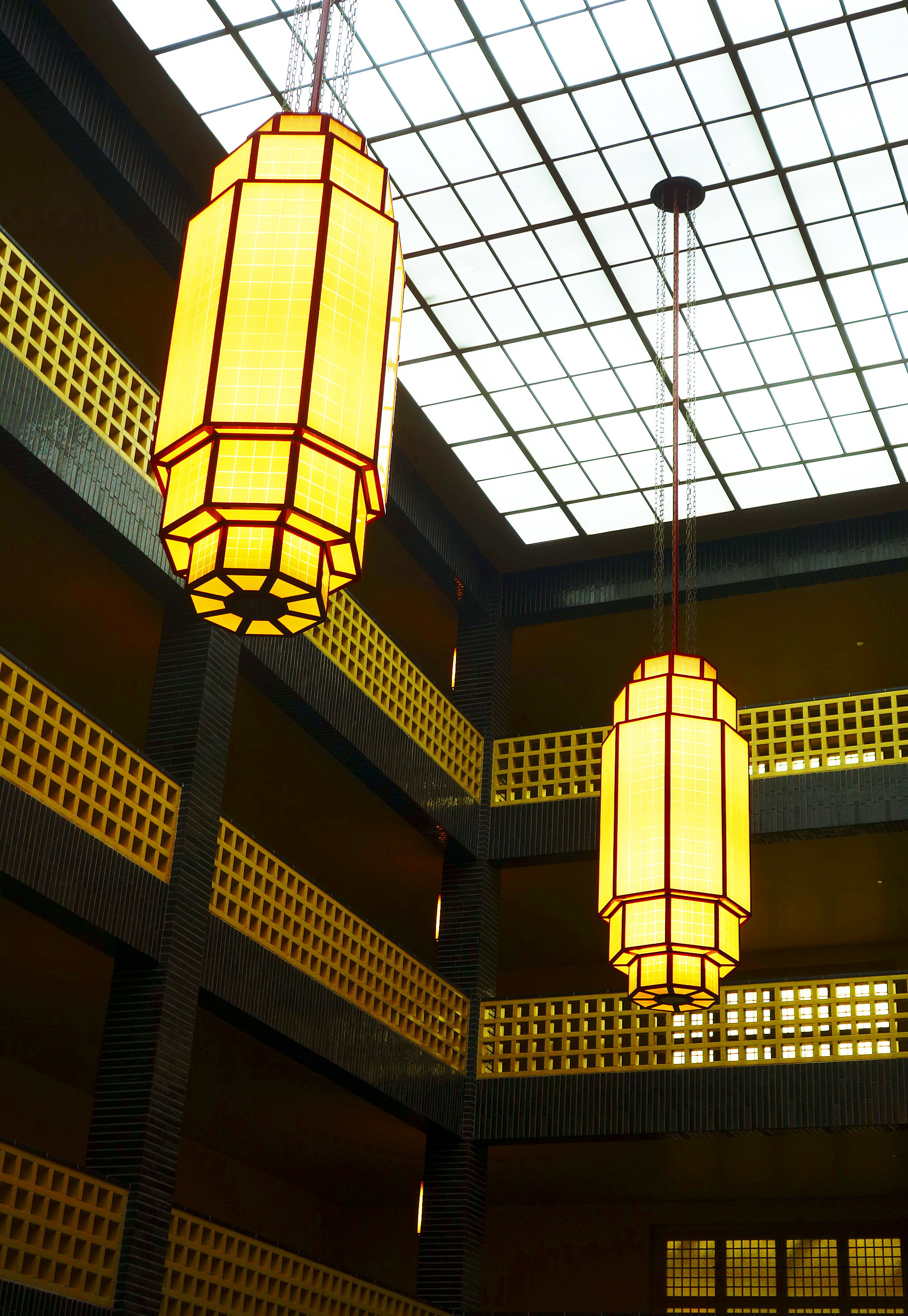
Les lumières du hall de la maison de la radio

Moeschke-Poelzig est grandement impliquée dans la conception du design intérieur de la Haus des Rundfunks. La proportion la plus célèbre encore préservée est les lumières du hall.
Après la mort de Hans Poelzig en 1936, elle continue à diriger l'atelier d'architecture seule pendant un certain temps. En 1937, elle doit l'arrêter sous la pression du NSDAP. Elle vend sa maison, quitte Berlin et vit de nouveau à Hambourg dans la dernière partie de sa vie. Veit Harlan devient le nouveau propriétaire de la maison à Tannenbergallee.
L'Office d'État des monuments historiques de Berlin se prononce en 1990 contre la protection de monument pour la maison, car elle fut réaménagée en 1954. En avril 2020, une pétition en ligne est lancée pour sauver la maison de la démolition imminente et pour l'admettre dans la liste des monuments de Berlin. En novembre 2021, elle est complètement démolie.